# هوراس ترينت
هوراس ماينارد ترينت (بالإنجليزية: Horace M. Trent)‏ (20 ديسمبر 1907 – 16 ديسمبر 1964) فيزيائي أمريكي المعروف كونه جزءًا من الفريق الذي اكتشف أن ضربات السوط في الواقع تخترق حاجز الصوت. وهو أيضًا صاحب التمثيل الكهربي الميكانيكي المعروف بـ تمثيل ترينت.

## حياته
ولد ترينت في مقاطعة برادلي في تينيسي، حصل على درجة البكالوريوس من كلية بيريا سنة 1929. وحصل على الماجستير والدكتوراه من جامعة إنديانا.
بدأ حياته المهنية كعضو في قسم الفيزياء في جامعة ولاية ميسيسيبي في أوائل عام 1930.  وفي عام 1935 تم ترقيته إلى أستاذ مساعد ثم أستاذ مشارك بعد عامين.